# Burica
Burica, pleme američkih Indijanaca koje je u periodu konkviste živjeli na poluotoku južno od Puerto Armuellesa na Punta Burici u Panamskoj provinciji Chiriquí i susjednoj Kostariki u provinciji Puntarenas. Jezično su pripadali skupini Dorasque, velika porodica Chibchan.